# 塞格利法姆斯 (特拉華州)
塞格利法姆斯（英語：Sedgley Farms）是位於美國特拉華州紐卡斯爾縣的一個非建制地區。該地的面積和人口皆未知。

## 地理
塞格利法姆斯的座標為39°45′54″N 75°37′25″W / 39.76500°N 75.62361°W，而該地的平均海拔高度為73米（即239英尺）。